# Johannes Aavik

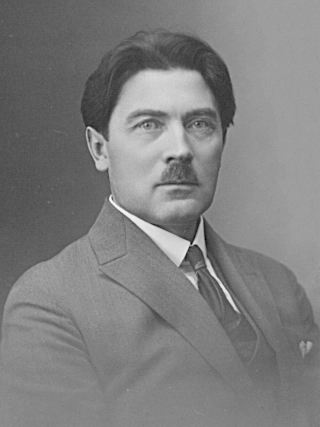
Johannes Aavik (Aufnahme aus den 1920er/30er Jahren)

Johannes Aavik (* 26. Novemberjul. / 8. Dezember 1880greg. im Dorf Randvere, damals Kirchspiel Pöide/Insel Saaremaa; † 18. März 1973 in Stockholm/Schweden) war ein estnischer Sprachwissenschaftler und Schriftsteller.

## Ausbildung
Johannes Aavik wurde als Sohn des Gemeindeschreibers Mihkel Aavik (1844–1909) und seiner Frau Ann (1849–1918) geboren. Er wuchs in der Inselhauptstadt Kuressaare auf. Von 1898 bis 1902 besuchte er das dortige Knabengymnasium. Nach dem Abitur studierte er Sprachen und Sprachwissenschaft an der Kaiserlichen Universität Dorpat (1902/03), am Geschichts- und Philologieinstitut von Nischyn (1903–1905) und an der Universität Helsinki (1906–1910).

## Sprachlehrer
Von 1919 bis 1926 war er am Gymnasium von Kuressaare als Sprachlehrer tätig; daneben auch in Tartu (1919–1922) und Jalta (1910/11). In der Redaktion der Zeitung Postimees war er 1912–1914 publizistisch tätig. Von 1926 bis 1934 war Aavik Lektor für Estnisch an der Universität Tartu und Lehrer an einem Tartuer Gymnasium. Von 1933 bis 1940 war er Privatdozent an der Universität Tartu. Ab 1934 war er darüber hinaus Sprachenreferent (Oberinspektor für Schulen) des estnischen Bildungs- und Sozialministeriums und 1940/41 als Lektor in einem Verlag tätig. Während dieser Zeit lebte er in Nõmme, einem heutigen Stadtteil von Tallinn.

## Exil
Mit der sowjetischen Besetzung Estlands gelang Johannes Aavik 1944 die Flucht nach Schweden. Er war in Stockholm als Archivmitarbeiter tätig. Von 1945 bis 1952 war er Dozent an der Universität Stockholm. Daneben arbeitete er als Übersetzer und veröffentlichte sprachwissenschaftliche Aufsätze.

## Sprachwissenschaftler und Schriftsteller

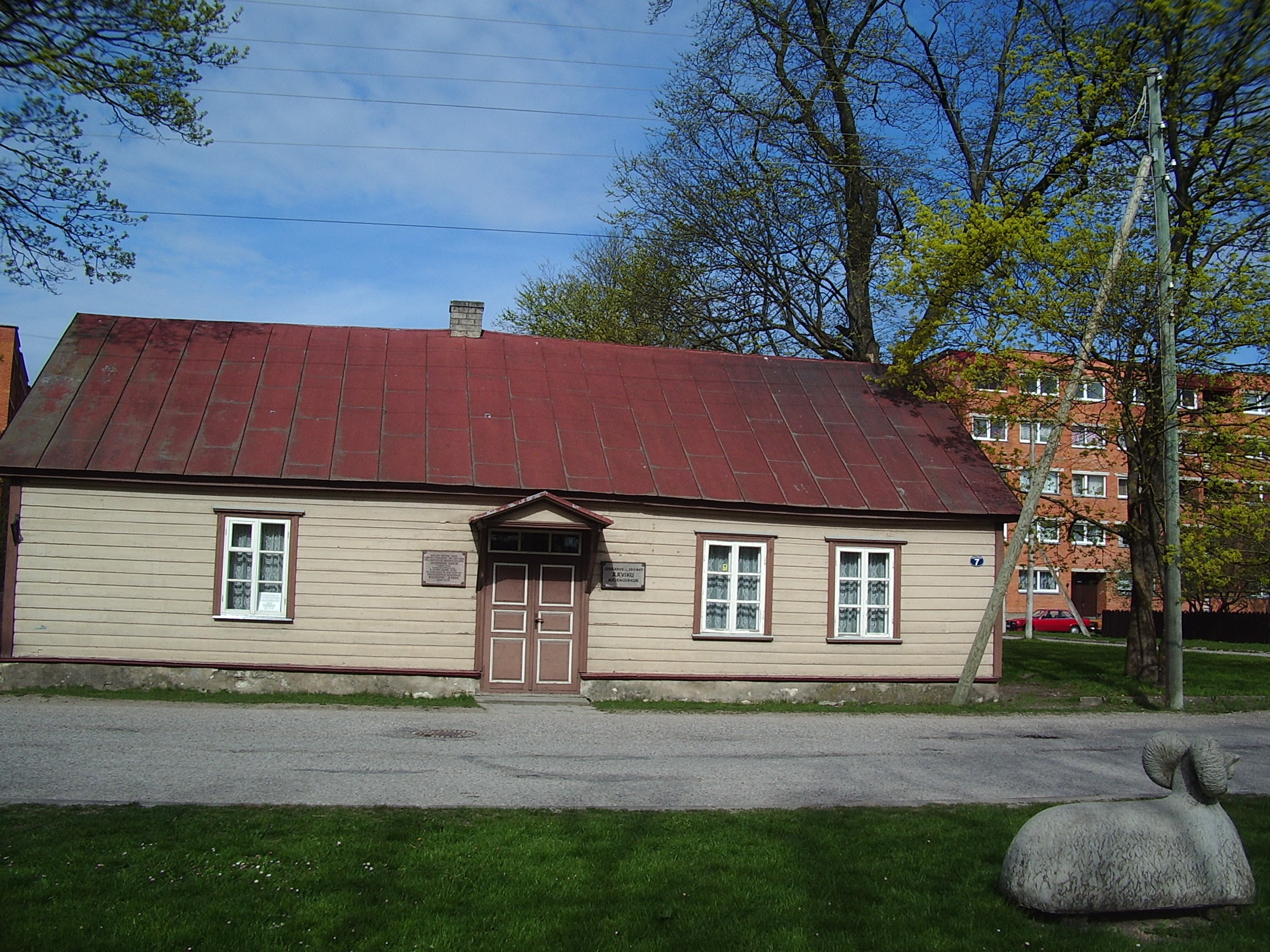
Aavik-Museum in Kuressaare

Johannes Aavik gehört zu den einflussreichsten Begründern der modernen estnischen Sprache in ihrer heutigen Form. Er vertritt die radikale Richtung der Spracherneuerungsbewegung. Er widmete sich der Erneuerungsbewegung der estnischen Sprache, besonders im Bereich der Erweiterung des Vokabulars, der Morphologie und der Syntax. Sein Programm stellte er 1912 in der Schrift Tuleviku Eesti-keel ("Die estnische Sprache der Zukunft") vor. Vor allem aus dem Finnischen führte er zahlreiche Lehnwörter ein. Sein Schaffen hat die estnische Sprache modernisiert, aber gleichzeitig hin zu finno-ugrischen Wurzeln geführt. Er war darüber hinaus in der Literatur-Bewegung Noor-Eesti (Junges Estland) aktiv. Aavik war ein enger Freund der estnischen Schriftsteller Friedebert Tuglas und Gustav Suits.
Daneben ist Johannes Aavik als herausragender Übersetzer von Werken aus dem Finnischen, Französischen, Englischen und Russischen bekannt (Aino Kallas, Juhani Aho, Guy de Maupassant, Paul Bourget, Edgar Allan Poe und Iwan Turgenew).
Seit 1992 gibt es eine Johannes-Aavik-Gesellschaft, die sein Erbe pflegt.

## Wichtigste Werke
- Eesti kirjakeele täiendamise abinõudest (1905)
- Ruth (Erzählung unter dem Pseudonym J. Randvere, 1909)
- Keele kaunima kõlavuse poole In: Eesti Kirjandus 1912, S. 451–484
- Eesti rahvusliku suurteose keel (1914)
- Eesti kirjakeelse stiili arenemise järgud In: Noor-Eesti V, Tartu 1915, S. 216–229
- Eesti luule viletsused (1915)
- Keel ja kirjandus In: Sõna, Tartu 1918, S. 72–78.
- Uute sõnade sõnastik (Neologistisches Wörterbuch, 1919)
- Uute ja vähem tuntud sõnade sõnastik (Wörterbuch, 1921)
- Puudused uuemas eesti luules (Poetologie, 1922)
- Keeleuuenduse äärmised võimalused (1924)
- Kuidas suhtuda "Kalevipojale" (1933)
- Eesti õigekeelsuse õpik ja grammatika (Orthographie und Grammatik, 1936)

## Museum
In Kuressaare befindet sich das Johannes ja Joosep Aaviku Majamuuseum [Johannes und Joosep Aavik Hausmuseum]. Jakob Aavik, der Onkel Johannes Aaviks, erwarb das Gebäude mit Grundstück vom Gärtner Johann Brenner (* 1834; † 1892). Er stellte es Johannes Aaviks Vater Mikhel zur Verfügung, der am 1. April 1896 mit seiner Frau Ann (* 1849; † 1918) und ihren Kindern Aadu, Liisi und Juuliga das Haus bezog. Johannes Aavik lebte hier während seiner Schulzeit auf dem Gymnasium bis 1902 und von 1919 bis 1926 während seiner Zeit als Lehrer in Kuressaare. Am 19. Juni 1992 wurde das Museum als Zweigstelle des Saaremaa-Museums eingerichtet. Johannes Aaviks Cousin, der Musiker Joosep Aavik, war der Sohn Jakob Aaviks. Joosep lebte von 1961 bis 1989 im Museumsgebäude.